# Rio Xopotó
O rio Xopotó é um curso de água que banha a Zona da Mata do estado de Minas Gerais, Brasil. É o principal afluente da margem esquerda do rio Pomba e, portanto, um subafluente do rio Paraíba do Sul. Apresenta 62 km de extensão e drena uma área de 1274 km². Suas nascentes localizam-se na serra da Mantiqueira, no município de São Geraldo, a uma altitude de aproximadamente 770 metros. Em seu percurso, atravessa a zona urbana das cidades de São Geraldo, Visconde do Rio Branco e Guidoval.
Alguns trechos do rio Xopotó servem de fronteira natural de municípios. O trecho entre a foz do rio dos Bagres e a confluência do ribeirão do Pombal separa os municípios de Visconde do Rio Branco e Guiricema. O trecho entre a foz do ribeirão Ubá e a confluência do córrego Boa Sorte separa os municípios de Rodeiro e Guidoval. A partir da foz do córrego Boa Sorte, o rio Xopotó separa os municípios de Astolfo Dutra e Dona Eusébia até sua foz no rio Pomba.